# Tetragnatha torrensis
Espèce
Tetragnatha torrensis est une espèce d'araignées aranéomorphes de la famille des Tetragnathidae.

## Distribution
Cette espèce est endémique des îles du Cap-Vert. Elle se rencontre sur Santo Antão.

## Étymologie
Son nom d'espèce, composé de torr[e] et du suffixe latin -ensis, « qui vit dans, qui habite », lui a été donné en référence au lieu de sa découverte, Ribeira da Torre.

## Publication originale
- Schmidt, Geisthardt & Piepho, 1994 : Zur Kenntnis der Spinnenfauna der Kapverdischen Inseln (Arachnida: Araneida). Mitteilungen des Internationalen Entomologischen Vereins, vol. 19, no 3/4, p. 81-126 (texte intégral).